# Kenterschäkel
Der Kenterschäkel oder Patentschäkel ist ein spezieller Schäkel, der in eine Ankerkette eingefügt wird und dazu dient, die Kette an dieser Stelle bei Bedarf trennen zu können. Benannt ist diese Schäkelbauart nach ihrem Erfinder, dem Marinebaumeister Max Kenter (* 1871; † 1921), der den Schäkel zwischen 1905 und 1907 während seiner Dienstzeit am Reichsmarineamt konstruierte.

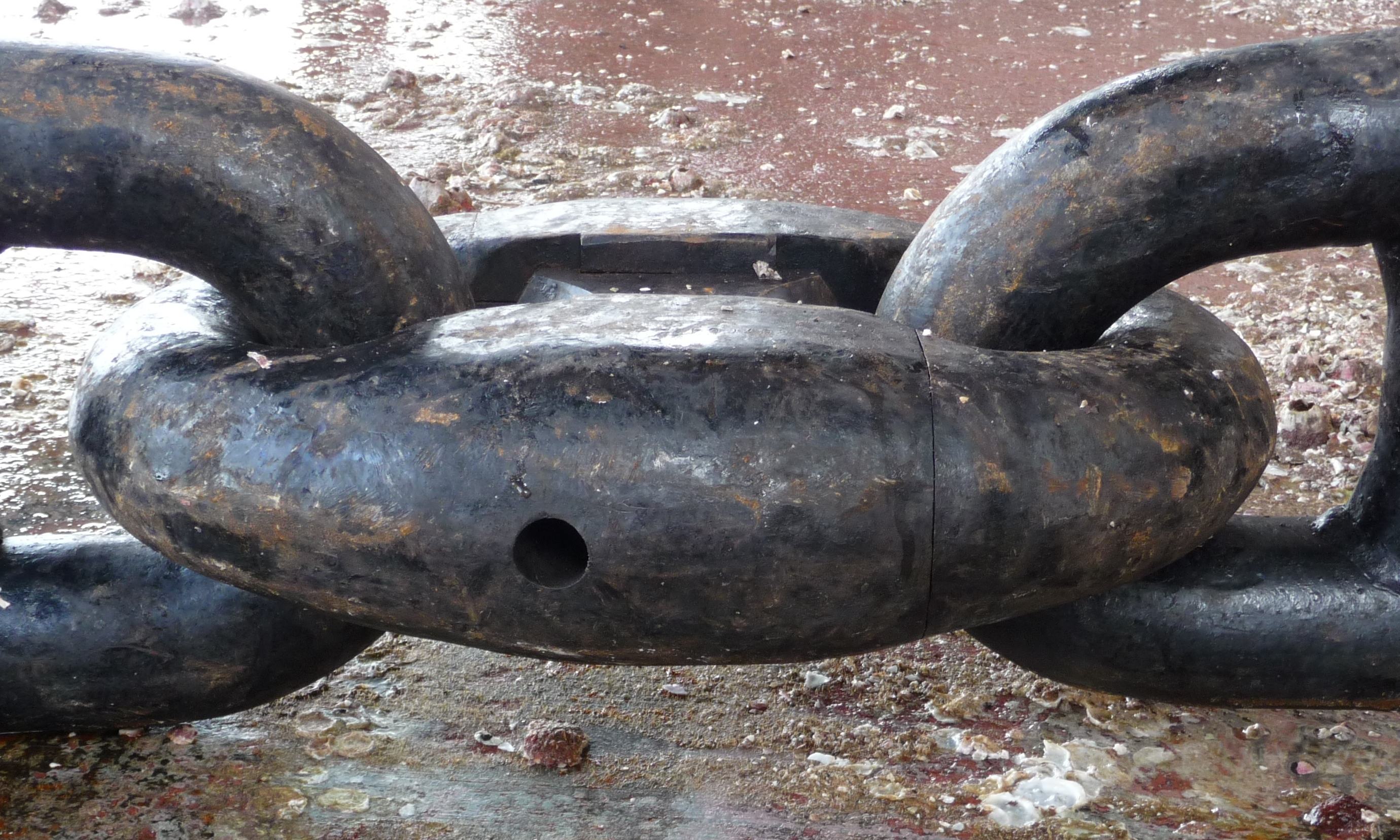
Kenterschäkel

## Aufbau

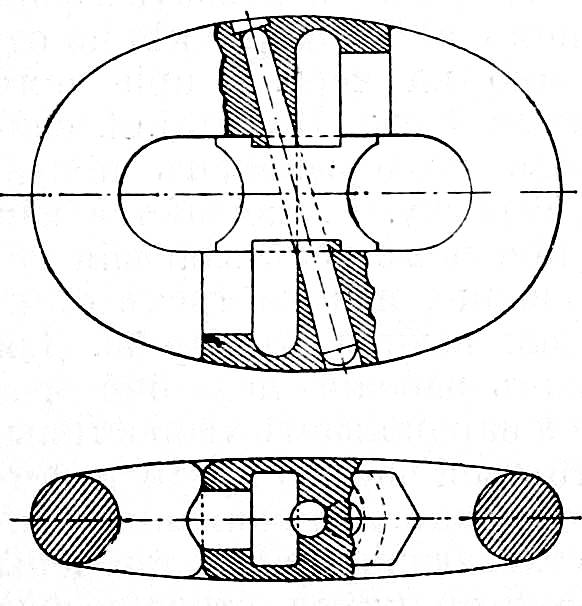
Risszeichnung eines Kenterschäkels. Aus: „Militärische Enzyklopädie“ (1913)

Der Kenterschäkel ist in der Form ähnlich den normalen Gliedern der Ankerkette; er ist nur geringfügig dicker als sie. Er besteht aus vier Teilen. Zwei davon bilden zwei Hälften des Kettengliedovals, die so konstruiert sind, dass sie beim Zusammenfügen formschlüssig ineinandergreifen. Dazwischen ist der Steg eingepasst.
Die drei Teile werden mit einem Kegelstift fixiert. Zum Sichern des Kegelstifts gegen ein Herausfallen und Schutz gegen Korrosion wird die Kegelstift-Bohrung mit einer hineingeschlagenen Bleiplombe fest versiegelt. Bei Bedarf kann der Kenterschäkel mit Hilfe von Maker und Bolzentreiber wieder auseinandergebaut werden.
Der Vorteil dieser Konstruktion ist, dass sich der Kenterschäkel besser an die Kettennuss auf der Ankerwinde anpasst als die früher für Ankerketten übliche Schäkelform.
Kenterschäkel sind in Abständen von jeweils einer Kettenlänge in die Kette eingesetzt. Sie sind farblich besonders markiert. Wenn beim Ankerwerfen beispielsweise vier Schäkel an die Brücke gemeldet werden, ist damit gemeint, dass vier Kettenlängen zu Wasser gelassen sind.